# Matías Ramón Mella
Matías Ramón Mella, vojak, politik in aktivist, Ustanovni oče Dominikanske republike, * 25. februar 1816, † 4. junij 1864.
Mella je narodni heroj iz Dominikanske republike, ki se je izkazal pri obleganju trdnjave St. Giles med Vojno za neodvisnost od Haitija leta 1844. Skupaj z Juanom Pablom Duartejem in Franciscom del Rosario Sánchezem velja za enega izmed Ustanovnih očetov Dominikanske republike. Med letoma 1863-1864 je služboval kot podpredsednik države. 
Po njem je poimenovan Red zaslug Duarteja, Sancheza in Melle (šp. Orden al Mérito de Duarte, Sánchez y Mella). 
Pokopan je v mavzoleju Altar de la Patria (sl. Oltar domovine) pri Knežjih vratih (šp. Puerta del Conde). Na istem mestu sta pokopana tudi Duarte in Sánchez. 
1. 1 2  Find a Grave — 1996.